# 사당로
사당로(舍堂路)는 서울특별시 동작구 상도동 숭실대입구역 교차로와 사당동 이수역사거리를 잇는 서울특별시의 도로이다.

## 역사
- 1972년 11월 26일: 사당동 - 남태령시계 구간에 현 명칭이 최초 부여됨.[3]
- 1979년 1월 30일 : 지금의 숭실대입구역 삼거리에서 서초구 방배동 황실아파트 종점(연장 4.7km)까지 사당로로 제정
- 2000년 8월 1일 : 지하철 7호선의 개통함에 따라서 사당로의 구간을 방배동 황실아파트에서 이수역 사거리로 단축

## 주요 경유지
서울특별시
- 동작구

## 노선
- 도로안내 노선번호는 전 구간이 90번이다.

| 이름                             | 접속 노선  | 소재지     | 소재지 | 비고 |
| -------------------------------- | ---------- | ---------- | ------ | ---- |
| 숭실대입구역 교차로 (숭실대학교) | 상도로     | 서울특별시 | 동작구 |      |
| 숭실대 후문                      | 서달로     | 서울특별시 | 동작구 |      |
| 남성역 교차로                    | 솔밭로     | 서울특별시 | 동작구 |      |
| 남성초등학교 교차로              | 사당로23길 | 서울특별시 | 동작구 |      |
| 이수역사거리                     | 동작대로   | 서울특별시 | 동작구 |      |
| 서초대로와 직결                  |            |            |        |      |

## 주요 건물 및 시설
- 백운119안전센터 (서울특별시 동작구 사당로 63)
- 사당5치안센터 (서울특별시 동작구 사당로 138)
- 총신대학교 (서울특별시 동작구 사당로 143)
- 서울신남성초등학교 (서울특별시 동작구 사당로 146)
- 남성역 (서울특별시 동작구 사당로 지하218)
- 동작구보건소 사당보건분소 (서울특별시 동작구 사당로 253-3)
- 이마트 이수점 (서울특별시 동작구 사당로 300)
- 서울 지하철 4호선 이수역 (서울특별시 동작구 사당로 지하310)